# Zapasy na Letnich Igrzyskach Olimpijskich 2000 – kategoria do 97 kg w stylu klasycznym
Zmagania mężczyzn do 97 kg to jedna z ośmiu męskich konkurencji w zapasach w stylu klasycznym rozgrywanych podczas Letnich Igrzysk Olimpijskich 2000. Pojedynki w tej kategorii wagowej odbyły się w dniach 24–26 września.

## Klasyfikacja[1]
| Pozycja | Nazwisko            | Kraj              |
| ------- | ------------------- | ----------------- |
| 1       | Mikael Ljungberg    | Szwecja           |
| 2       | Dawyd Sałdadze      | Ukraina           |
| 3       | Garrett Lowney      | Stany Zjednoczone |
| 4       | Kostas Tanos        | Grecja            |
| 5       | Giennadij Czchaidze | Gruzja            |
| 6       | Siergiej Matwijenko | Kazachstan        |
| 7       | Urs Bürgler         | Szwajcaria        |
| 8       | Mindaugas Ežerskis  | Litwa             |
| 9       | Siarhiej Lisztwan   | Białoruś          |
| 10      | Park U              | Korea Południowa  |
| 11      | Petru Sudureac      | Rumunia           |
| 12      | Gogi Koguaszwili    | Rosja             |
| 13      | Andrzej Wroński     | Polska            |
| 14      | Rafael Samourgashev | Armenia           |
| 15      | Reynaldo Peña       | Kuba              |
| 16      | Hakkı Başar         | Turcja            |
| 17      | Hasan al-Fakiri     | Tunezja           |
| 18      | Marek Švec          | Czechy            |
| 19      | Ali Mołłow          | Bułgaria          |
| 20      | Ben Vincent         | Australia         |

## Zasady[2]
- PP — Na punkty (Pokonany zdobył punkty)
- PO — Na punkty (Pokonany bez punktów)
- ST — Przewaga (10 punktów różnicy, pokonany bez punktów)

## Wyniki[3]

### Rundy eliminacyjne

#### Grupa 1
| Zawodnik         | W | P | Punkty | Punkty techniczne |
| ---------------- | - | - | ------ | ----------------- |
| Mikael Ljungberg | 2 | 0 | 7      | 13                |
| Petru Sudureac   | 1 | 1 | 4      | 8                 |
| Ali Mołłow       | 0 | 2 | 1      | 1                 |

|                  |                  | Punkty | Punkty techniczne |
| ---------------- | ---------------- | ------ | ----------------- |
| Petru Sudureac   | Mikael Ljungberg | 1-3 PP | 2-3               |
| Ali Mołłow       | Petru Sudureac   | 1-3 PP | 1-6               |
| Mikael Ljungberg | Ali Mołłow       | 4-0 ST | 10-0              |

#### Grupa 2
| Zawodnik            | W | P | Punkty | Punkty techniczne |
| ------------------- | - | - | ------ | ----------------- |
| Siergiej Matwijenko | 1 | 1 | 3      | 6                 |
| Rafael Samourgashev | 1 | 1 | 3      | 1                 |
| Reynaldo Peña       | 1 | 1 | 3      | 1                 |

|                     |                     | Punkty | Punkty techniczne |
| ------------------- | ------------------- | ------ | ----------------- |
| Reynaldo Peña       | Siergiej Matwijenko | 3-0 PO | 1-0               |
| Rafael Samourgashev | Reynaldo Peña       | 3-0 PO | 1-0               |
| Siergiej Matwijenko | Rafael Samourgashev | 3-0 PO | 6-0               |

#### Grupa 3
| Zawodnik         | W | P | Punkty | Punkty techniczne |
| ---------------- | - | - | ------ | ----------------- |
| Garrett Lowney   | 2 | 0 | 6      | 10                |
| Gogi Koguaszwili | 1 | 1 | 4      | 6                 |
| Marek Švec       | 0 | 2 | 1      | 2                 |

|                  |                  | Punkty | Punkty techniczne |
| ---------------- | ---------------- | ------ | ----------------- |
| Garrett Lowney   | Marek Švec       | 3-0 PO | 2-0               |
| Gogi Koguaszwili | Garrett Lowney   | 1-3 PP | 3-8               |
| Marek Švec       | Gogi Koguaszwili | 1-3 PP | 2-3               |

#### Grupa 4
| Zawodnik            | W | P | Punkty | Punkty techniczne |
| ------------------- | - | - | ------ | ----------------- |
| Giennadij Czchaidze | 2 | 0 | 6      | 6                 |
| Andrzej Wroński     | 1 | 1 | 3      | 7                 |
| Hakkı Başar         | 0 | 2 | 2      | 3                 |

|                     |                     | Punkty | Punkty techniczne |
| ------------------- | ------------------- | ------ | ----------------- |
| Giennadij Czchaidze | Andrzej Wroński     | 3-0 PO | 2-0               |
| Hakkı Başar         | Giennadij Czchaidze | 1-3 PP | 2-4               |
| Andrzej Wroński     | Hakkı Başar         | 3-1 PP | 7-1               |

#### Grupa 5
| Zawodnik     | W | P | Punkty | Punkty techniczne |
| ------------ | - | - | ------ | ----------------- |
| Kostas Tanos | 3 | 0 | 10     | 18                |
| Urs Bürgler  | 2 | 1 | 7      | 12                |
| Park U\|     | 1 | 2 | 4      | 11                |
| Ben Vincent  | 0 | 3 | 0      | 0                 |

|              |             | Punkty | Punkty techniczne |
| ------------ | ----------- | ------ | ----------------- |
| Kostas Tanos | Park U      | 3-0 PO | 3-0               |
| Ben Vincent  | Urs Bürgler | 0-4 ST | 0-11              |
| Kostas Tanos | Ben Vincent | 4-0 ST | 11-0              |
| Park U       | Urs Bürgler | 0-3 PO | 0-1               |
| Kostas Tanos | Urs Bürgler | 3-0 PO | 4-0               |
| Park U       | Ben Vincent | 4-0 ST | 11-0              |

#### Grupa 6
| Zawodnik           | W | P | Punkty | Punkty techniczne |
| ------------------ | - | - | ------ | ----------------- |
| Dawyd Sałdadze     | 3 | 0 | 9      | 16                |
| Mindaugas Ežerskis | 2 | 1 | 6      | 9                 |
| Siarhiej Lisztwan  | 1 | 2 | 6      | 13                |
| Hasan al-Fakiri    | 0 | 3 | 1      | 3                 |

|                    |                   | Punkty | Punkty techniczne |
| ------------------ | ----------------- | ------ | ----------------- |
| Mindaugas Ežerskis | Siarhiej Lisztwan | 3-1 PP | 3-1               |
| Dawyd Sałdadze     | Hasan al-Fakiri   | 3-0 PO | 9-0               |
| Mindaugas Ežerskis | Dawyd Sałdadze    | 0-3 PO | 0-2               |
| Siarhiej Lisztwan  | Hasan al-Fakiri   | 4-0 ST | 10-0              |
| Mindaugas Ežerskis | Hasan al-Fakiri   | 3-1 PP | 6-3               |
| Siarhiej Lisztwan  | Dawyd Sałdadze    | 1-3 PP | 2-5               |

### Runda finałowa
|  | Ćwierćfinały        | Ćwierćfinały        | Ćwierćfinały |  |  | Półfinały        | Półfinały        | Półfinały      |   |                  | Finał            | Finał          | Finał       |
|  |                     |                     |              |  |  |                  |                  |                |   |                  |                  |                |             |
|  | Mikael Ljungberg    | Mikael Ljungberg    | 5            |  |  |                  |                  |                |   |                  |                  |                |             |
|  | Siergiej Matwijenko | Siergiej Matwijenko | 0            |  |  | Mikael Ljungberg | Mikael Ljungberg | 8              |   |                  |                  |                |             |
|  | Garrett Lowney      | Garrett Lowney      | 2            |  |  | Garrett Lowney   | Garrett Lowney   | 1              |   |                  |                  |                |             |
|  | Giennadij Czchaidze | Giennadij Czchaidze | 0            |  |  |                  |                  |                |   | Mikael Ljungberg | Mikael Ljungberg | 2              |             |
|  |                     |                     |              |  |  |                  | Dawyd Sałdadze   | Dawyd Sałdadze | 1 |                  |                  |                |             |
|  |                     |                     |              |  |  | Kostas Tanos     | Kostas Tanos     | 2              |   |                  |                  |                |             |
|  |                     |                     |              |  |  | Dawyd Sałdadze   | Dawyd Sałdadze   | 4              |   |                  | o 3 miejsce      | o 3 miejsce    | o 3 miejsce |
|  |                     |                     |              |  |  |                  |                  |                |   |                  |                  |                |             |
|  |                     |                     |              |  |  |                  |                  |                |   |                  | Garrett Lowney   | Garrett Lowney | 3           |
|  |                     |                     |              |  |  |                  |                  |                |   |                  | Kostas Tanos     | Kostas Tanos   | 1           |

|  |                     |   |
|  | o 5 miejsce         |   |
|  |                     |   |
|  |                     |   |
|  |                     |   |
|  | Siergiej Matwijenko | 1 |
|  | Siergiej Matwijenko | 1 |
|  | Giennadij Czchaidze | 1 |
|  | Giennadij Czchaidze | 1 |
|  |                     |   |